# 梅多蘭茲鎮區 (明尼蘇達州聖路易斯縣)
梅多蘭茲鎮區（英語：Meadowlands Township）是位於美國明尼蘇達州聖路易斯縣的一個行政鎮區。

## 地方資料
梅多蘭茲鎮區的面積為156.53平方千米，當中陸地面積為155.21平方千米，而水域面積為1.32平方千米。根據2020年美國人口普查的數據，當地共有人口306人，而人口密度為每平方千米1.95人。